# Spijtellaantje

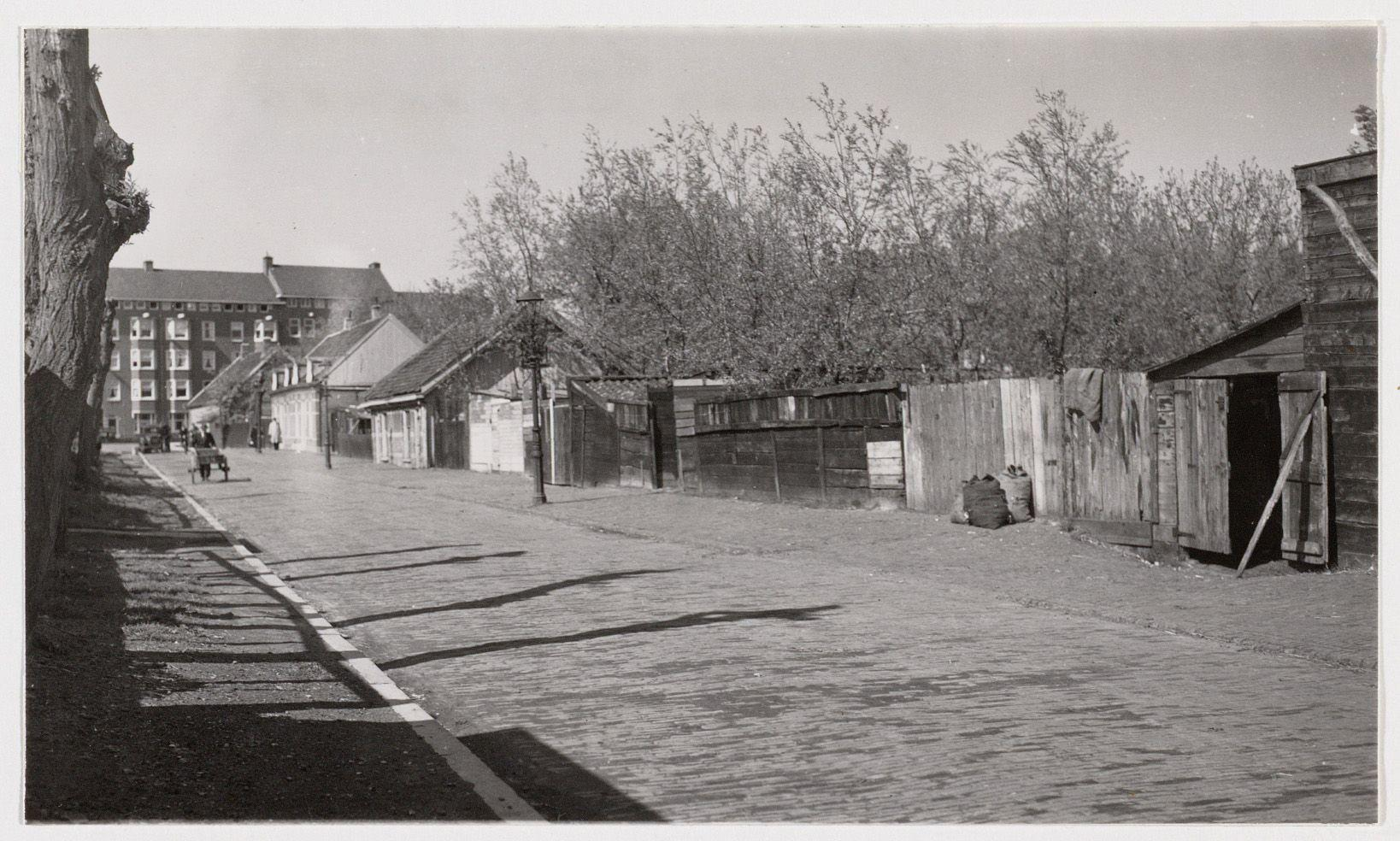
De situatie in 1939

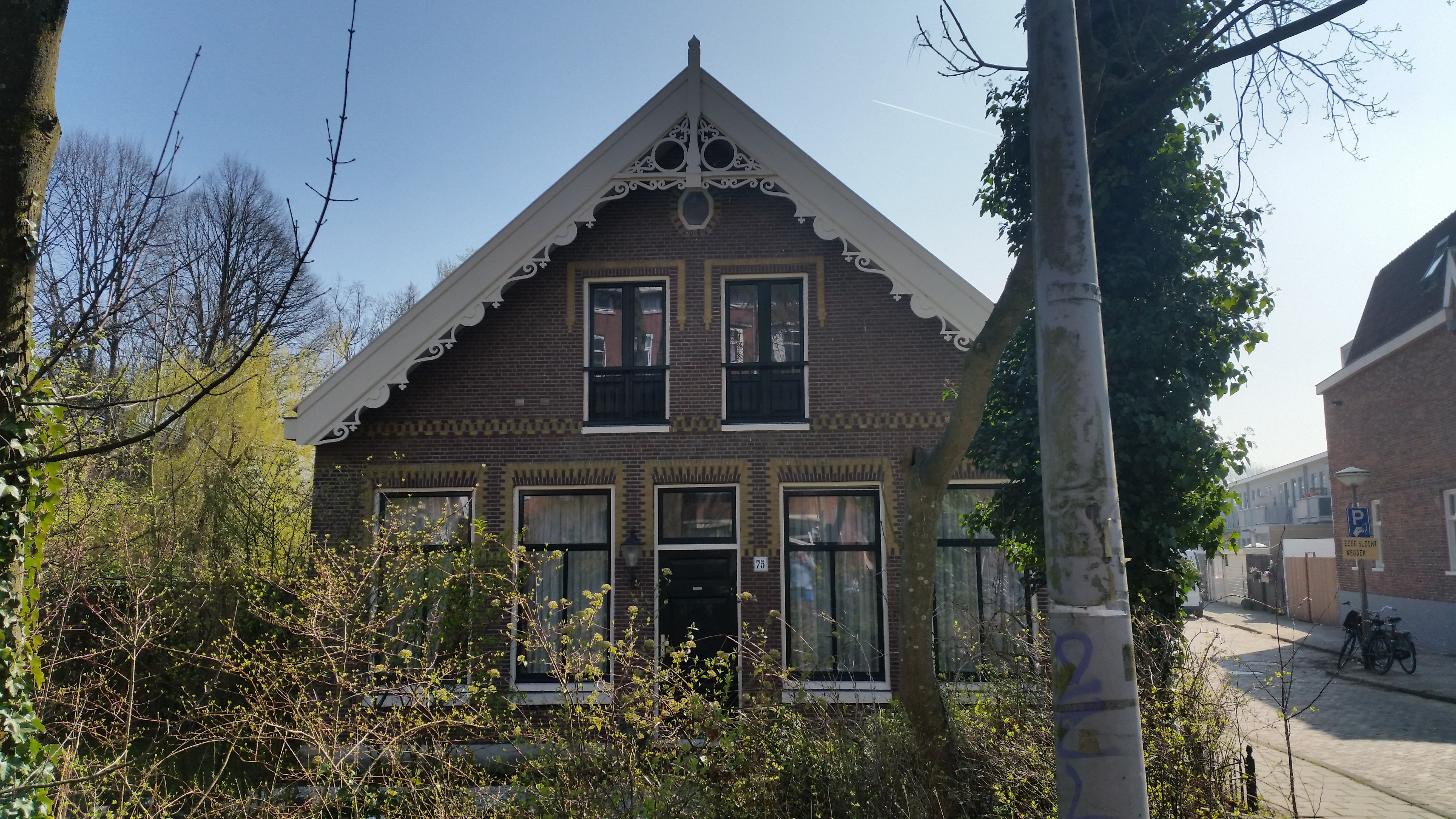
Villa de Spijtel (maart 2019)

Het Spijtellaantje is een relatief korte straat in de Hoofddorppleinbuurt in Amsterdam-Zuid.

## Geschiedenis en ligging
Het straatje kreeg pas per raadsbesluit van 19 oktober 1949 officieel haar naam. De straat is vernoemd naar sloepenmaker Lodewijk Johannes Spijdel (Amsterdam, 17 november 1844 - aldaar, 20 april 1925), die rond 17 oktober 1885 in de gemeente Sloten een scheepswerfje begon nabij de Schinkel. Hij liet op dat terrein een viertal arbeiderswoninkjes achter zijn "Villa van Spijtel" (uiterlijk van een boerderij) bouwen. In 1921 werd de gemeente Sloten geannexeerd door de gemeente Amsterdam en had toen al de officieuze aanduiding Spijtellaantje, de voorliggende straat was toen nog Sloter(straat)weg.
Het straatje begint in het noorden aan de Rijnsburgstraat, de voormalige Sloter(straat)weg, en loopt vervolgens zuidwaarts. Zij eindigt in het niets, ze vormt met het noordelijk deel van de Generaal Vetterstraat een soort lus, waardoor de enige uitgang weer op de Rijsburgstraat ligt. Voor voetgangers en fietsers is er wel een voortzetting richting zuiden, die aansluit op het zuidelijke deel van de Generaal Vetterstraat. Ten oosten van de straat ligt Begraafplaats Huis te Vraag.

## Gebouwen
De straat kent alleen oneven huisnummers. Deze zijn gebouwd aan de oostzijde van de straat, aan de westzijde kijkt men aan tegen de achtergevels van de Generaal Vetterstraat. Aan die oneven zijde stonden lange tijd de voormalige boerderij met adres aan de Rijnsburgstraat (gemeentelijk monument), de vier arbeidershuisjes en een aantal gebouwtjes met allerlei bedrijfjes, een zogenaamde rafelrand van de stad. In de jaren tien van de 21e eeuw werd de omgeving aangepakt, waarbij op de voormalige boerderij na alle bebouwing verdween. In eerste instantie dacht de deelraad het gehele terrein te kunnen laten ontwikkelen voor zelfbouw door particulieren. De omgeving en resterende bewoners van de arbeiderswoningen maakten bezwaar. De woninkjes bevonden zich echter in zodanige slechte staat dat sloop absoluut noodzakelijk was. Daarop werd in overleg met eigenaar Ymere besloten de woninkjes te slopen en zoveel mogelijk terug te bouwen in de originele staat, wel werden twee van de vier ter verkoop aangeboden (huisnummers 5, 7, 9 en 11). Daaromheen werden een aantal kavels uitgegeven voor zelfbouw, hetgeen een curieus samenstel aan architectuur opleverde: een boerderijachtig gebouw, vier kleine woninkjes en zes behoorlijk uit de kluiten gewassen villa’s. Architectenbureau Bets en Oudendrop ontwierp twee villa’s, waaronder een door hen aangeduide Aziatische villa.
Aan het zuideinde van het laantje zonder bomen ligt sinds de jaren zeventig een speelplaats.